# Club Atlético Progreso
Maillots
Le Club Atlético Progreso est un club uruguayen de football basé à Montevideo.

## Historique
- 1917 : fondation du club

## Identité visuelle

### Logo

Évolution du logo
Ancien logo.
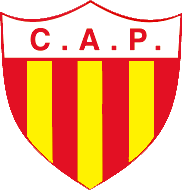
Ancien logo.
Logo actuel.

## Palmarès
- Championnat d'Uruguay
  - Champion : 1989

- Championnat d'Uruguay de deuxième division
  - Champion : 1945, 1979